# Listă de filme de groază din 2018
Aceasta este o listă de filme de groază din 2018.
| Titlu                             | Regizor                                              | Distribuție                                                                         | Țara                                                                               | Note                        |
| --------------------------------- | ---------------------------------------------------- | ----------------------------------------------------------------------------------- | ---------------------------------------------------------------------------------- | --------------------------- |
| American Exorcist                 | Tony Trov & Johnny Zito                              | Bill Moseley, Falon Joslyn                                                          | Statele Unite ale Americii                                                         | [ 1 ]                       |
| Annihilation                      | Alex Garland                                         | Natalie Portman, Jennifer Jason Leigh, Gina Rodriguez, Tessa Thompson, Tuva Novotny | Statele Unite ale Americii · Regatul Unit al Marii Britanii și al Irlandei de Nord | [ 2 ]                       |
| Bad Samaritan                     | Dean Devlin                                          | David Tennant, Kerry Condon, Robert Sheehan                                         | Statele Unite ale Americii                                                         | [ 3 ]                       |
| Boarding School                   | Boaz Yakin                                           | Luke Prael, Sterling Jerins, Will Patton                                            | Statele Unite ale Americii                                                         | [ 4 ]                       |
| Children of the Corn: Runaway     | John Gulager                                         | Marci Miller, Lynn Andrews, Mary Kathryn Bryant, Jake Ryan Scott                    | Statele Unite ale Americii                                                         | [ 5 ]                       |
| The Cloverfield Paradox           | Julius Onah                                          | Daniel Brühl, Elizabeth Debicki, Aksel Hennie                                       | Statele Unite ale Americii                                                         | [ 6 ]                       |
| Day of the Dead: Bloodline        | Hèctor Hernández Vicens                              | Johnathon Schaech, Sophie Skelton, Marcus Vanco                                     | Statele Unite ale Americii · Bulgaria                                              | [ 7 ]                       |
| Delirium                          | Dennis Iliadis                                       | Topher Grace, Patricia Clarkson, Callan Mulvey                                      | Statele Unite ale Americii                                                         | [ 8 ]                       |
| The First Purge                   | Gerard McMurray                                      | Y'lan Noel, Lex Scott Davis, Joivan Wade, Marisa Tomei                              | Statele Unite ale Americii                                                         | [ 9 ]                       |
| Ghost Stories                     | Jeremy Dyson & Andy Nyman                            | Andy Nyman, Paul Whitehouse, Alex Lawther, Martin Freeman                           | Regatul Unit al Marii Britanii și al Irlandei de Nord                              | [ 10 ]                      |
| Ghostland                         | Pascal Laugier                                       | Crystal Reed, Anastasia Phillips, Mylène Farmer                                     | Canada · Franța                                                                    | [ 11 ] [ 12 ] [ 13 ]        |
| Goosebumps 2: Haunted Halloween   | Ari Sandel                                           | Jack Black, Jeremy Ray Taylor, Madison Iseman, Caleel Harris                        | Statele Unite ale Americii                                                         | [ 14 ]                      |
| Halloween                         | David Gordon Green                                   | Jamie Lee Curtis, Judy Greer, Will Patton                                           | Statele Unite ale Americii                                                         | [ 15 ]                      |
| Hellraiser: Judgment              | Gary J. Tunnicliffe                                  | Damon Carney, Randy Wayne, Alexandra Harris                                         | Statele Unite ale Americii                                                         | [ 16 ] [ 17 ] [ 18 ] [ 19 ] |
| Hereditary                        | Ari Aster                                            | Toni Collette, Alex Wolff, Gabriel Byrne                                            | Statele Unite ale Americii                                                         | [ 20 ] [ 21 ] [ 22 ]        |
| Insidious: The Last Key           | Adam Robitel                                         | Lin Shaye, Angus Sampson, Leigh Whannell                                            | Statele Unite ale Americii                                                         | [ 23 ] [ 24 ] [ 25 ]        |
| Mandy                             | Panos Cosmatos                                       | Nicolas Cage, Andrea Riseborough, Linus Roache                                      | Statele Unite ale Americii                                                         | [ 26 ]                      |
| Mom and Dad                       | Brian Taylor                                         | Nicolas Cage, Selma Blair, Anne Winters, Zackary Arthur                             | Statele Unite ale Americii                                                         | [ 27 ]                      |
| The Nun                           | Corin Hardy                                          | Bonnie Aarons, Taissa Farmiga                                                       | Statele Unite ale Americii · România                                               | [ 28 ]                      |
| The Open House                    | Matt Angel & Suzanne Coote                           | Dylan Minnette, Piercey Dalton, Sharif Atkins                                       | Statele Unite ale Americii                                                         | [ 29 ]                      |
| Patient Zero                      | Stefan Ruzowitzky                                    | Matt Smith, Natalie Dormer, Stanley Tucci                                           | Statele Unite ale Americii · Regatul Unit al Marii Britanii și al Irlandei de Nord | [ 30 ]                      |
| The Predator                      | Shane Black                                          | Olivia Munn, Boyd Holbrook, Keegan-Michael Key                                      | Statele Unite ale Americii                                                         | [ 31 ]                      |
| Puppet Master: The Littlest Reich | Sonny Laguna & Tommy Wiklund                         | Thomas Lennon, Udo Kier, Michael Paré                                               | Statele Unite ale Americii                                                         | [ 32 ]                      |
| A Quiet Place                     | John Krasinski                                       | John Krasinski, Emily Blunt                                                         | Statele Unite ale Americii                                                         | [ 33 ]                      |
| Slender Man                       | Sylvain White                                        | Joey King, Julia Goldani Telles, Jaz Sinclair, Annalise Basso                       | Statele Unite ale Americii                                                         | [ 34 ]                      |
| The Strangers: Prey at Night      | Johannes Roberts                                     | Christina Hendricks, Martin Henderson, Bailee Madison, Lewis Pullman                | Statele Unite ale Americii                                                         | [ 35 ]                      |
| Summer of 84                      | François Simard, Anouk Whissell, Yoann-Karl Whissell | Graham Verchere, Judah Lewis, Caleb Emery                                           | Canada · Statele Unite ale Americii                                                | [ 36 ] [ 37 ] [ 38 ]        |
| Suspiria                          | Luca Guadagnino                                      | Tilda Swinton, Dakota Johnson, Chloë Grace Moretz                                   | Italia                                                                             | [ 39 ]                      |
| Truth or Dare                     | Jeff Wadlow                                          | Tyler Posey, Lucy Hale, Landon Liboiron                                             | Statele Unite ale Americii                                                         | [ 40 ]                      |
| Unfriended: Dark Web              | Stephen Susco                                        | Chelsea Alden, Adam Bryant, Douglas Tait                                            | Statele Unite ale Americii                                                         | [ 41 ]                      |
| Unsane                            | Steven Soderbergh                                    | Claire Foy, Joshua Leonard, Jay Pharoah                                             | Statele Unite ale Americii                                                         | [ 42 ]                      |
| Upgrade                           | Leigh Whannell                                       | Logan Marshall-Green, Betty Gabriel, Harrison Gilbertson                            | Australia · Statele Unite ale Americii                                             | [ 43 ]                      |
| Wildling                          | Fritz Böhm                                           | Bel Powley, Brad Dourif, Collin Kelly-Sordelet                                      | Statele Unite ale Americii                                                         | [ 44 ] [ 45 ]               |
| Winchester                        | The Spierig Brothers                                 | Helen Mirren, Jason Clarke, Sarah Snook                                             | Statele Unite ale Americii                                                         | [ 46 ] [ 47 ]               |
| Possum                            | Matthew Holness                                      | Sean Harris, Alun Armstrong                                                         | Regatul Unit al Marii Britanii și al Irlandei de Nord                              | [ 48 ]                      |